# Caselette
Caselette (Caslëtte in piemontese) è un comune italiano di 3 023 abitanti della città metropolitana di Torino, in Piemonte conurbato nell'area metropolitana del capoluogo piemontese.

## Geografia fisica
Caselette sorge nella cintura ovest di Torino, sulla sinistra orografica della Dora Riparia a una distanza di 12 chilometri da Torino e 38 chilometri da Susa, su un rialzo morenico ai piedi del Monte Musinè, in posizione soleggiata. Il territorio è denso di rocce ed in particolare gneiss, micascisti, calcari e le cosiddette "pietre verdi" tra le quali il serpentino. Entrambi i fianchi della valle sono caratterizzati dalle formazioni collinari definite geologicamente morene, alture pedemontane di origine glaciale. Caselette ne è costellata, e uno in particolare emerge a nord est del castello Cays che domina tutta la valle.
Poco a nord del paese si trovavano i Laghi di Caselette, ormai ridottisi ad un solo specchio d'acqua dopo il progressivo interramento del piccolo Lago Superiore.

## Origini del nome
Il suo nome deriva dal tardo latino casella, "capanna", con l'aggiunta del suffisso diminutivo -etto. Si riferisce plausibilmente a un antico gruppo di casette pastorali.

## Storia

### Simboli
Lo stemma e il gonfalone sono stati concessi con decreto del presidente della Repubblica del 16 febbraio 1999.
(D.P.R. del 16 febbraio 1999)
Il gonfalone è un drappo di bianco.

## Monumenti e luoghi d'interesse

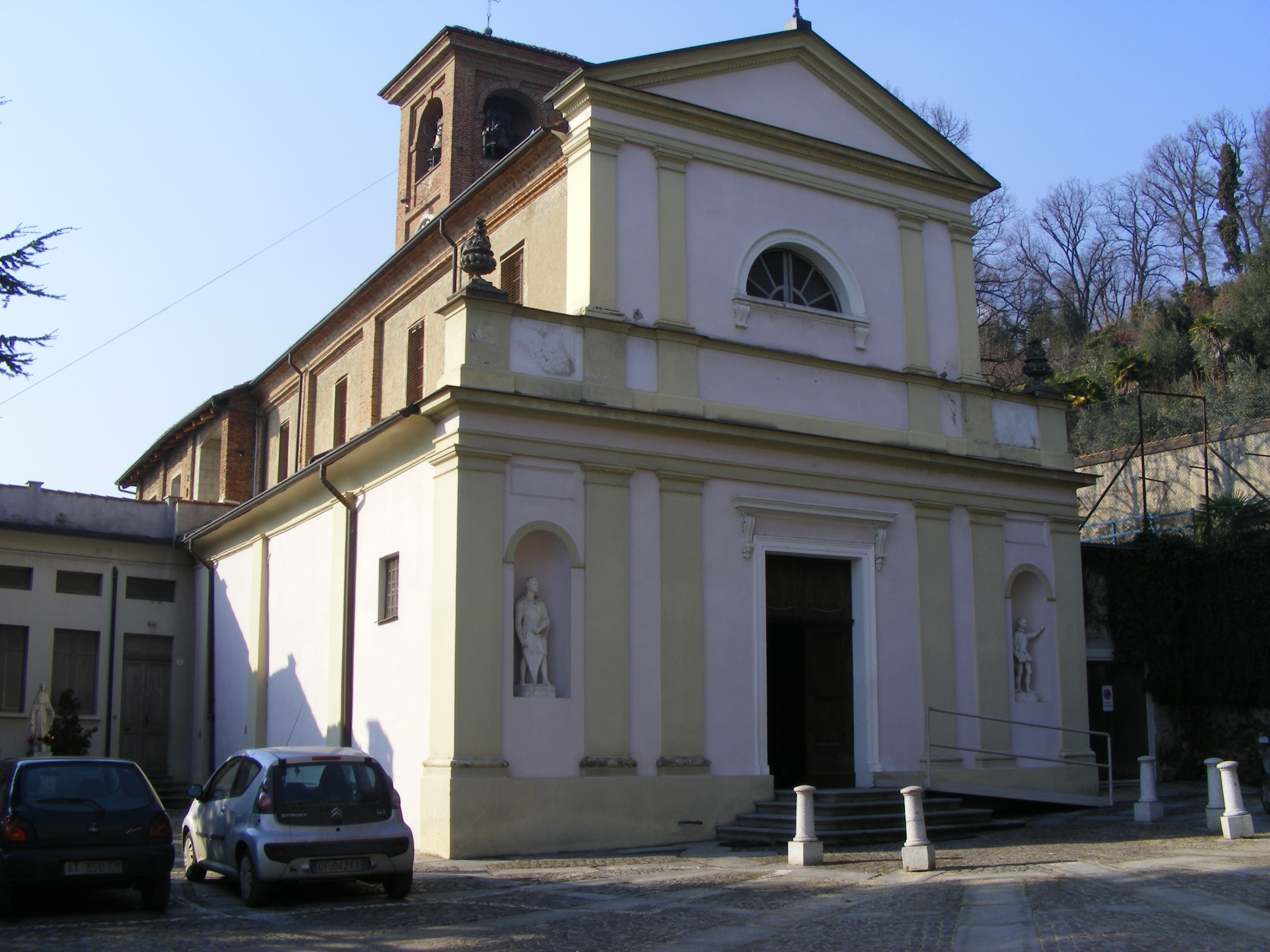
La chiesa di Caselette

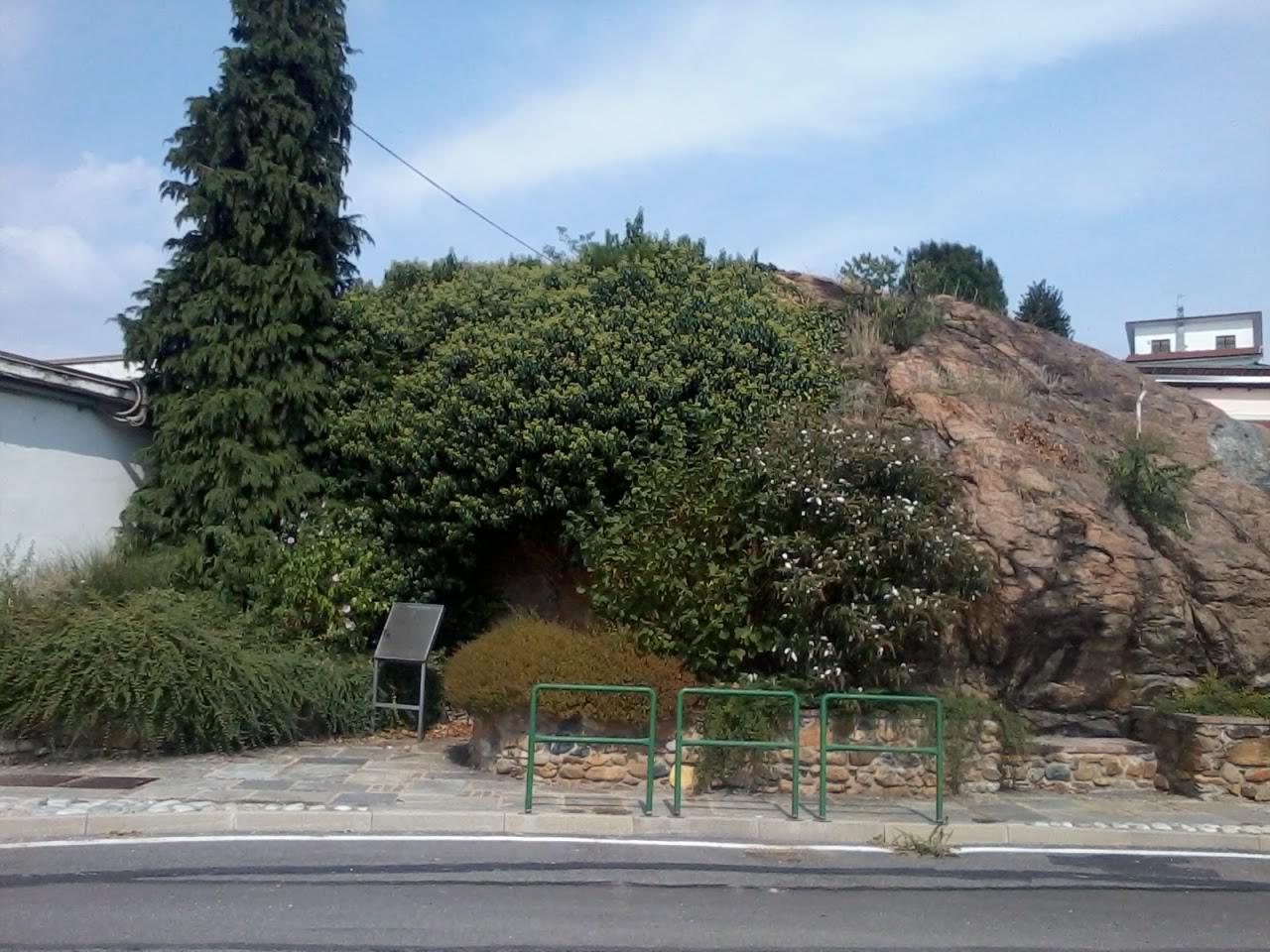
Il masso erratico dedicato a Federico Sacco all'inizio del paese

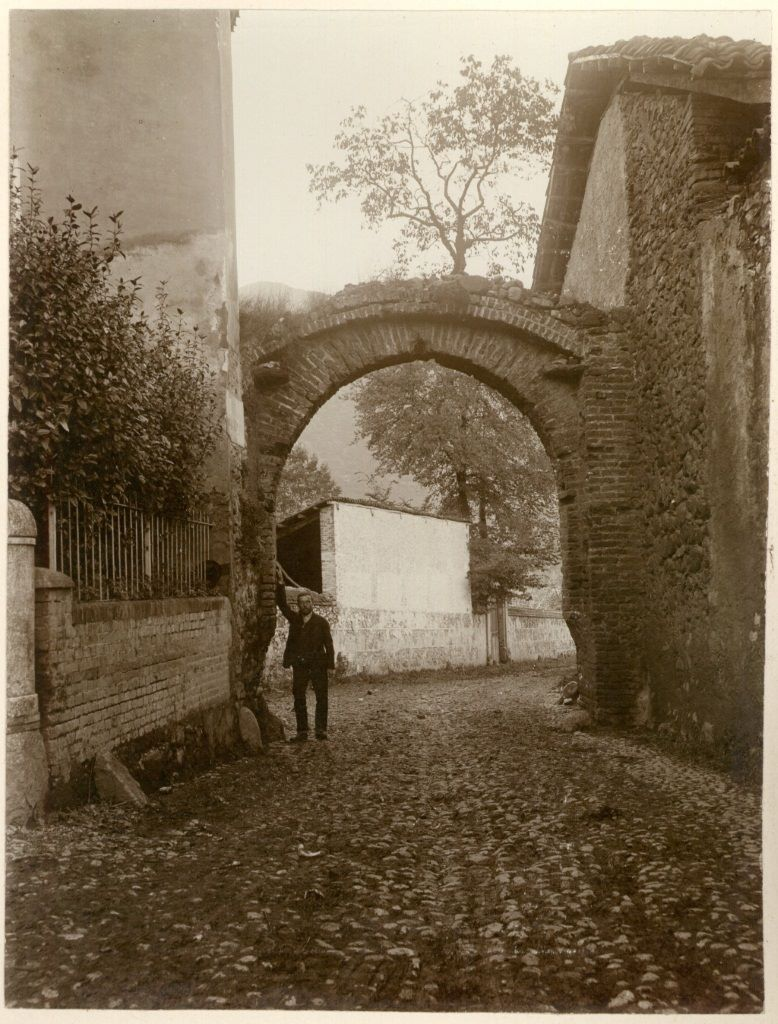
Mario Gabinio, Valle di Susa, Caselette, Arco di ingresso al centro visto dall'interno con un uomo poggiato allo stipite 1910 ca.

- In comune di Caselette, alle falde del Musinè, si trovano i resti di una villa di età romana individuati negli anni Sessanta del Novecento e oggetto di indagini archeologiche a partire dagli anni Settanta[8]
- Il Castello dei conti Cays è stato per lungo tempo proprietà dei Salesiani ed era un centro di soggiorno per gruppi scout. Nel 2015 è stato acquistato per diventare prima un hotel di lusso e successivamente essere trasformato in abitazioni private
- La chiesa parrocchiale di San Giorgio Martire, probabilmente di origini longobarde. Più volte rimaneggiata, il suo aspetto attuale si deve in buona parte ai lavori della seconda metà dell'Ottocento[9]
- Altro punto d'interesse è il santuario di Sant'Abaco, situato sul monte Musiné, a 470 m s.l.m. circa.
- Nei dintorni di Caselette sono state rinvenute alcune incisioni rupestri, di origine incerta
- Inoltre, frequentata dai ciclisti e cicloturisti, è la pista tagliafuoco, che partendo da Caselette consente di raggiungere Rivera e Almese
- Sono presenti, alle pendici del monte Musinè, le rovine di una villa romana, accanto alle quali si trovano anche due cave di opale e magnesite ed un albergo abbandonato (l'ex villaggio Prima Valle)
- Sempre attorno al Musinè si trovano vari massi erratici, geologicamente legati all'anfiteatro morenico di Rivoli-Avigliana; tra questi particolarmente imponente è la Pietra Alta, sulla quale sono presenti alcune vie di arrampicata[10]
- Per Caselette passa la variante sinistra della Via Francigena, rami del Moncenisio e del Monginevro[11].

## Società

### Evoluzione demografica
I 3 032 abitanti sono distribuiti in 1996 nuclei familiari.
Abitanti censiti

### Etnie e minoranze straniere
Secondo i dati Istat al 31 dicembre 2017, i cittadini stranieri residenti a Caselette sono 151, così suddivisi per nazionalità, elencando per le presenze più significative:
1. Romania, 108

2. Marocco
3. Nigeria
4. Albania

## Cultura

### Biblioteche
A Casellette è presente dal 1995 la biblioteca comunale "Dom Bonifacio Vota O.S.B.", cappellano militare d'ordine domenicano disperso in Russia. All'inizio situata nei locali del vecchio municipio, si è trasferita dal 2011 in una sede apposita nel comprensorio scolastico delle scuole d'infanzia comunali. Originariamente parte del Sistema Bibliotecario Pinerolese, dal 2016 è entrata nello SBAM (Sistema Bibliotecario Area Metropolitana).

### Circolo Civico 25
A Caselette era presente, dal 2021 al 2024, il Circolo Civico 25. Punto di riferimento per gli amanti della musica dal vivo, ha ospitato musicisti del calibro di Paul Gilbert, Federico Poggipollini, Andrea Braido, Pino Scotto e Marco Ligabue.

### Via San Giovanni Bosco
Verso la metà della via San Giovanni bosco è presente un complesso residenziale costruito in stile londinese caratterizzato da una piccola piazzetta bianca, che conta circa 40 abitanti soprannominato anche il "Brixton caselettese": Brixton è un famoso quartiere degradato di Londra. Nella periferia cittadina, il soprannome dato è causato dall'alto tasso di furti verificati nel complesso residenziale caselettese.

## Amministrazione

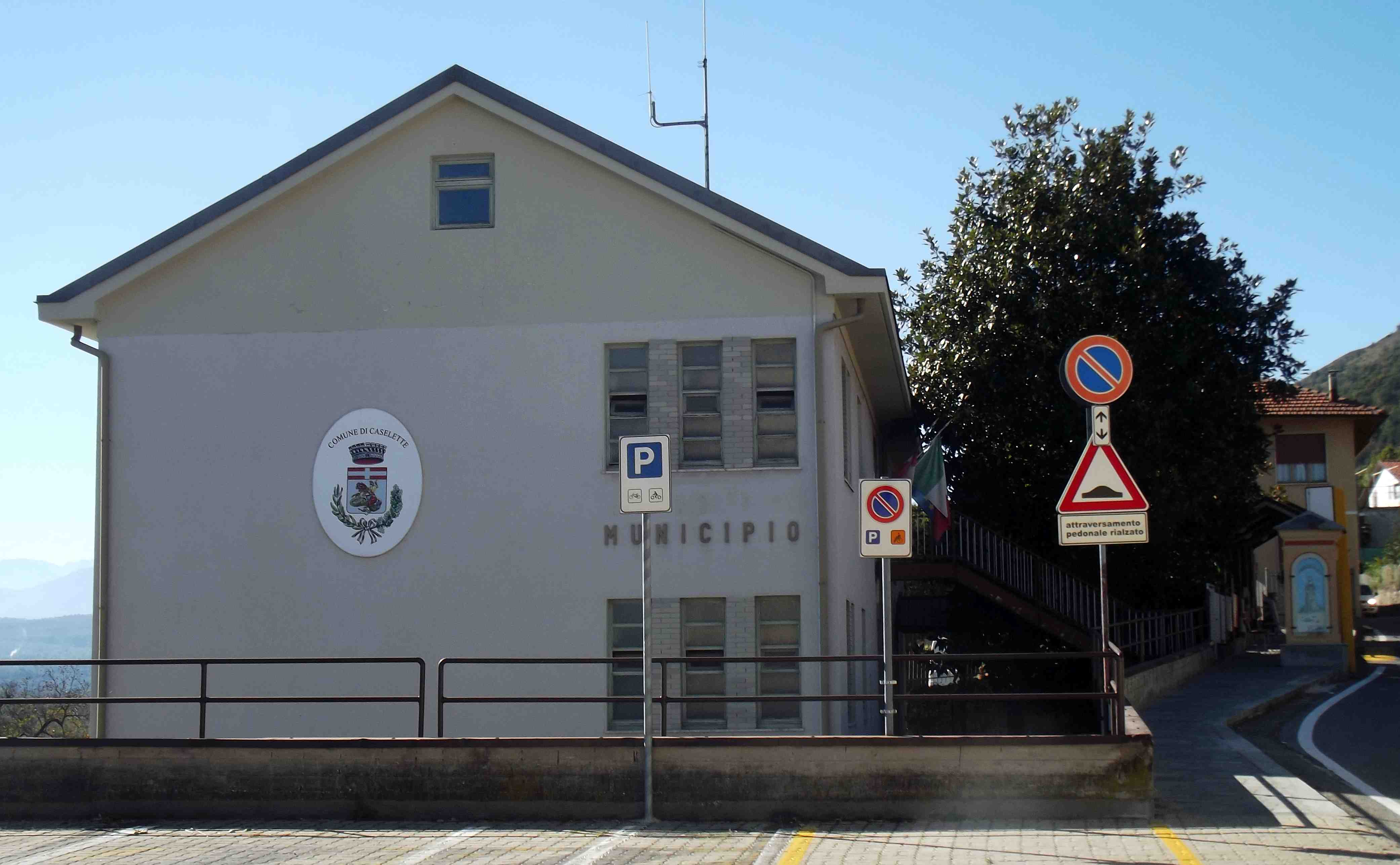
Il municipio

| Periodo | Periodo   | Primo cittadino    | Partito                         | Carica  | Note       |
| ------- | --------- | ------------------ | ------------------------------- | ------- | ---------- |
| 2004    | 2009      | Sandro Dogliotti   | lista civica                    | Sindaco |            |
| 2009    | 2014      | Sandro Dogliotti   | lista civica                    | Sindaco | II mandato |
| 2014    | 2019      | Pacifico Banchieri | lista civica Paese unito        | Sindaco |            |
| 2019    | in carica | Pacifico Banchieri | lista civica Uniti per il paese | Sindaco | II mandato |

### Gemellaggi
- Ricse, dal 2004

### Altre informazioni amministrative
Il comune di Caselette faceva parte della Comunità Montana Valle Susa e Val Sangone.

## Sport

### Calcio
La principale squadra di calcio è l'U.S.D. Caselette che milita nel girone E piemontese e valdostano di 1ª Categoria.